# 合井駅
合井駅（ハプチョンえき）は、大韓民国ソウル特別市麻浦区西橋洞・合井洞にあるソウル交通公社の駅。

## 利用可能な鉄道路線
ソウル交通公社
 2号線 - 駅番号は238
 6号線 - 駅番号は622

## 歴史
- 1984年5月22日 - ソウル特別市地下鉄公社（当時）2号線の駅が開業[1]。
- 1990年代半ば - 6号線工事のため、旧1番出口と旧6番出口を閉鎖。
- 1996年12月31日 - この駅と堂山駅との間に架かる堂山鉄橋（漢江に掛かる鉄道用橋梁）で欠陥が発覚したため、列車を運休させての橋梁架け替え工事を開始。午後11時から1999年11月21日まで運休、期間中は弘大入口駅 - 合井駅 - 堂山駅で代行バスが運転された。1997年1月1日から2月14日までいったん駅の営業を休止し、折り返し設備を設けた。1997年2月15日から1999年8月31日までは、弘大入口方面からの列車がこの駅で折り返し運転された。架け替え工事完了の約2ヶ月前の1999年9月1日から再度駅の営業を休止し、折り返し設備を撤去し、11月16日に営業を再開した[2][3][4][5]。
- 2000年12月15日 - ソウル特別市都市鉄道公社（当時）6号線の駅が開業。
- 2005年1月1日 - ソウル特別市地下鉄公社がソウルメトロに改称。
- 2006年6月16日 - 2号線のホームドア稼働開始。
- 2017年5月31日 - ソウル特別市都市鉄道公社とソウルメトロが統合され、2号線・6号線はソウル交通公社の駅となる[6]。

## 駅構造
2号線・6号線共に地下駅となっている。

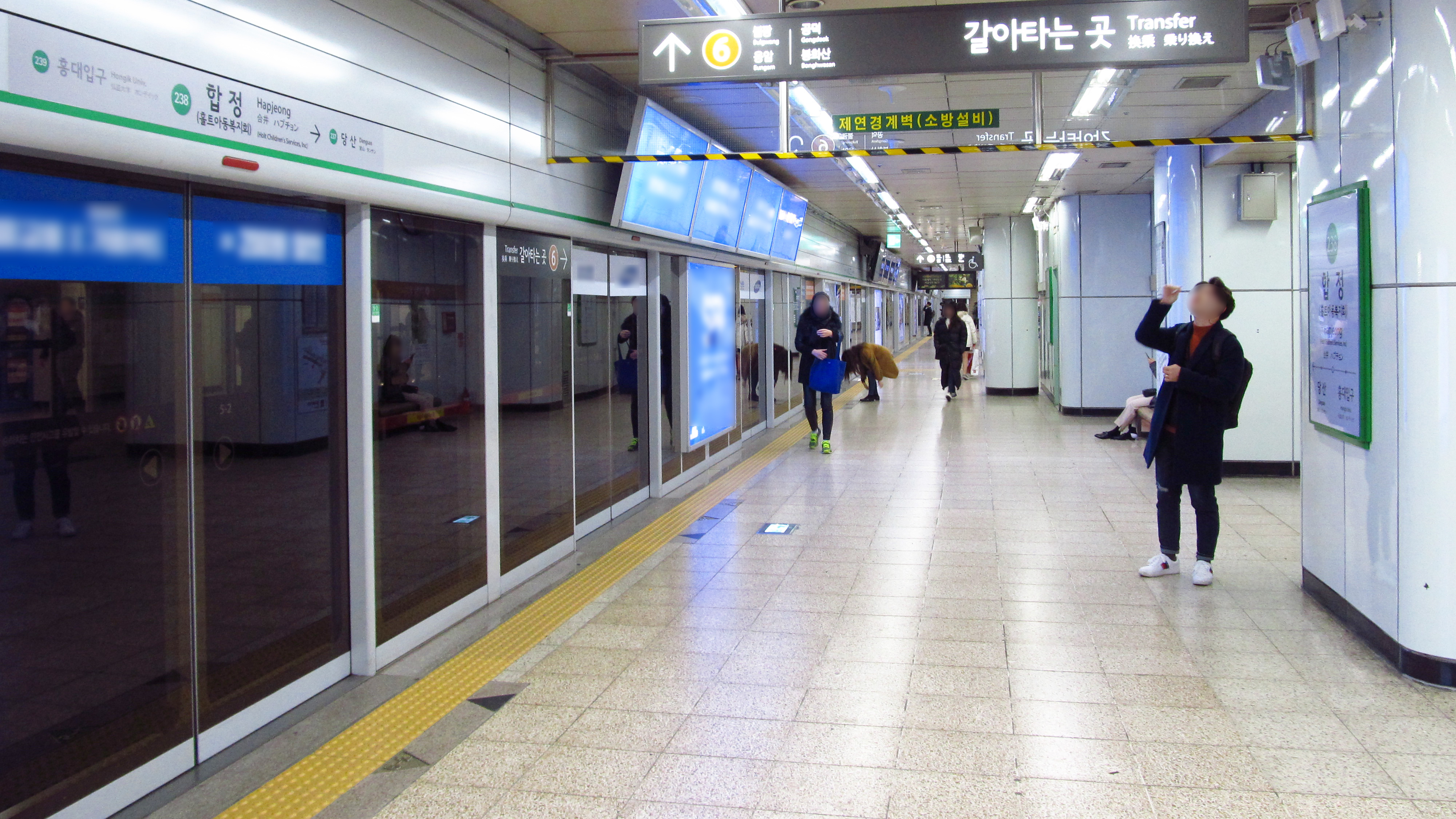
2号線ホーム（2018年11月21日）

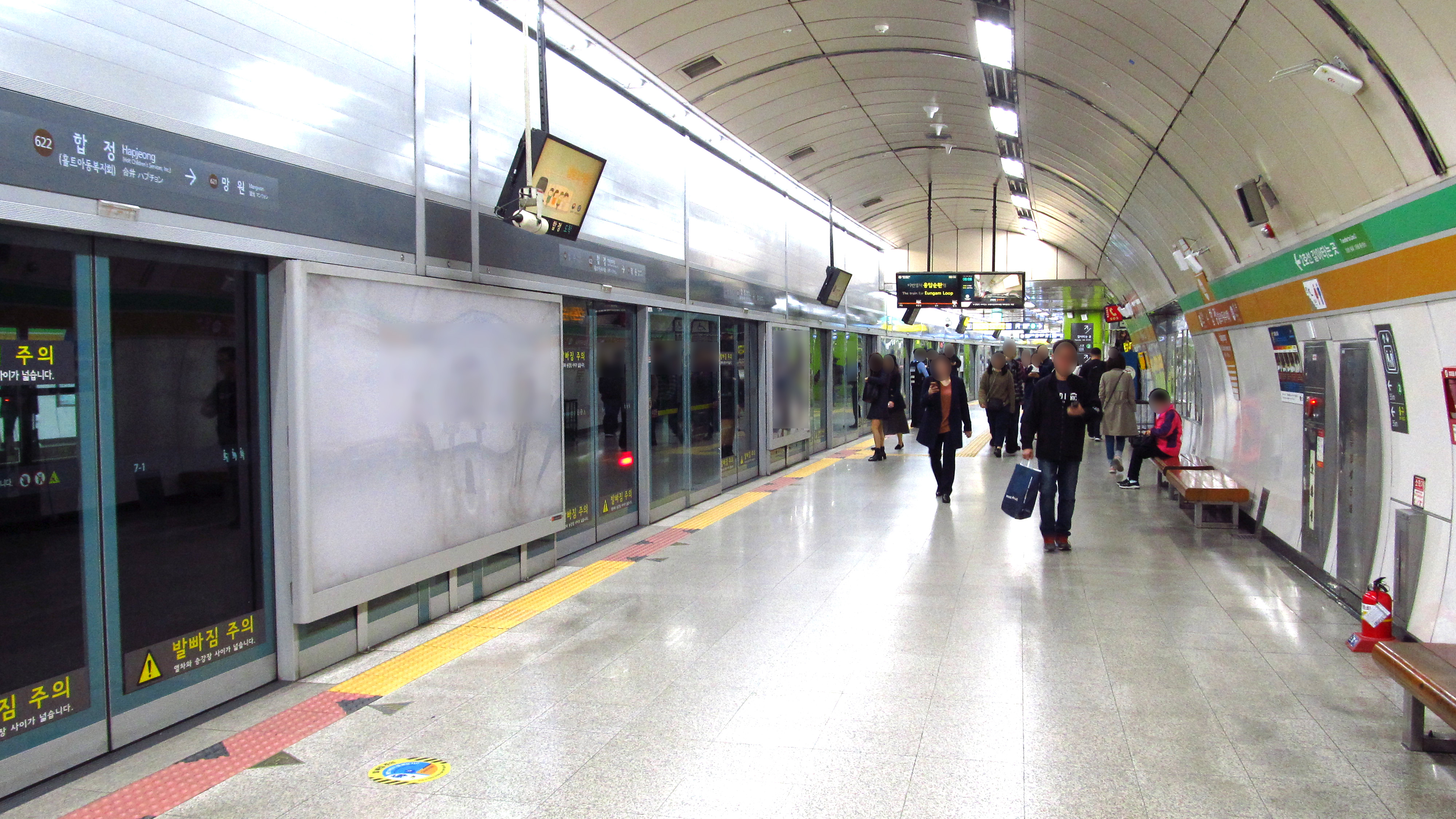
6号線ホーム（2019年10月22日）

2号線のホーム階は地下2階で、相対式ホーム2面2線を有する。フルスクリーンタイプのホームドアが設置されている。6号線に乗り換える場合、ホーム南端（堂山寄り）にある連絡通路を利用することができる。
6号線のホーム階は地下4階で、相対式ホーム2面2線を有する。フルスクリーンタイプのホームドアが設置されている。エレベーター・エレベーターが設置されているが、下りホームにあるエレベーターは地下3階までしか行かず、地下3階で改札階 - 上りホーム間のエレベーターに乗り換える必要がある。2号線に乗り換える場合、地下3階にある連絡通路を利用することができる。
改札階は地下1階に3ヶ所ある。2号線直上にある2ヶ所の改札口は内回り・外回り別々に設置されている。化粧室は改札外にある。

### のりば
案内上ののりば番号は設定されていない。 
| ホーム      | 路線        | 行先                                                   |             |
| 2号線ホーム | 2号線ホーム | 2号線ホーム                                            | 2号線ホーム |
| ----------- | ----------- | ------------------------------------------------------ | ----------- |
| 内回り      | 2号線       | 弘大入口・新村・忠正路・市庁方面                       |             |
| 外回り      | 2号線       | 堂山・永登浦区庁・新道林・大林方面                     |             |
| 6号線ホーム |             |                                                        |             |
| 上り        | 6号線       | ワールドカップ競技場・デジタルメディアシティ・鷹岩方面 |             |
| 下り        | 6号線       | 三角地・東廟前・石渓・新内方面                         |             |

## 利用状況
近年の1日平均利用人員推移は下記のとおり。
| 路線  | 路線     | 2000年 | 2001年 | 2002年 | 2003年 | 2004年 | 2005年 | 2006年 | 2007年 | 2008年 | 2009年 | 出典  |
| ----- | -------- | ------ | ------ | ------ | ------ | ------ | ------ | ------ | ------ | ------ | ------ | ----- |
| 2号線 | 乗車人員 | 19,788 | 17,719 | 19,480 | 20,573 | 21,500 | 23,358 | 25,034 | 26,192 | 26,908 | 27,106 | [ 7 ] |
| 2号線 | 降車人員 | 17,600 | 15,109 | 16,410 | 17,716 | 18,776 | 20,557 | 21,678 | 22,807 | 24,181 | 24,195 | [ 7 ] |
| 2号線 | 乗降人員 | 37,389 | 32,828 | 35,890 | 38,289 | 40,276 | 43,915 | 46,712 | 48,999 | 51,089 | 51,301 | [ 7 ] |
| 6号線 | 乗車人員 | 2,477  | 3,514  | 4,286  | 4,937  | 5,585  | 5,657  | 5,443  | 5,434  | 5,603  | 7,098  | [ 8 ] |
| 6号線 | 降車人員 | 2,121  | 3,339  | 4,110  | 4,656  | 4,995  | 5,322  | 5,457  | 5,450  | 5,564  | 6,768  | [ 8 ] |
| 6号線 | 乗降人員 | 4,598  | 6,853  | 8,396  | 9,593  | 10,581 | 10,979 | 10,899 | 10,884 | 11,167 | 13,866 | [ 8 ] |
| 路線  | 路線     | 2010年 | 2011年 | 2012年 | 2013年 | 2014年 | 2015年 |        |        |        |        |       |
| 2号線 | 乗車人員 | 24,770 | 26,113 | 27,504 | 31,115 | 35,308 | 34,348 |        |        |        |        |       |
| 2号線 | 降車人員 | 23,947 | 25,195 | 26,677 | 31,145 | 34,606 | 34,567 |        |        |        |        |       |
| 2号線 | 乗降人員 | 48,717 | 51,308 | 54,181 | 62,260 | 69,914 | 68,915 |        |        |        |        |       |
| 6号線 | 乗車人員 | 10,048 | 9,994  | 10,267 | 12,096 | 12,257 | 12,526 |        |        |        |        |       |
| 6号線 | 降車人員 | 8,039  | 8,443  | 9,178  | 11,016 | 12,215 | 12,374 |        |        |        |        |       |
| 6号線 | 乗降人員 | 18,087 | 18,437 | 19,445 | 23,112 | 24,472 | 24,900 |        |        |        |        |       |

## 駅周辺
- KEBハナ銀行 合井駅支店
- 西橋洞住民センター
- 西橋郵便局
- ソウル特別市ヌルプルン女性情報センター
- 城山中学校（朝鮮語版）
- ソウル城山初等学校（朝鮮語版）
- 漢江中央教会
- 合井洞住民センター
- 極東放送
- YGエンターテインメント
- NANTA弘大劇場
- 切頭山殉教博物館（朝鮮語版）
- 外国人墓場
- 楊花大橋（朝鮮語版）
- C9エンターテインメント
- スター帝国
- B2Mエンターテインメント（朝鮮語版）
- ロッテシネマ合井
- 日本食街 - 同駅から弘益大学校への道は日系飲食店が多くある

## 隣の駅
ソウル交通公社
 2号線
堂山駅 (237) - 合井駅 (238) - 弘大入口駅 (239)
 6号線
望遠駅 (621) - 合井駅 (622) - 上水駅 (623)